# Jröne Meerke
Das Jröne Meerke (dialektal, hochdeutsch wörtlich Grünes Meerchen, nicht, wie manchmal fälschlich übersetzt, „Grünes Märchen“) ist ein Weiher (kleiner See, rheinisch Meer) mit einer umgebenden Parkanlage im Neusser Stadtwald im Nordwesten der Stadt.

## Entstehung
Der See entstand als Baggersee für die Gewinnung von Sand und Kies als Baustoff. Nach Beendigung des Abbaus wurde das Baggerloch mit seinen Uferbereichen und der Umgebung in den 1970er Jahren naturnah gestaltet und in eine öffentliche Grünanlage umgewandelt.

## Nutzung
Das Jröne Meerke ist Teil eines Grünzuges durch Neuss, der sich entlang des Nordkanals vom Rheinpark über den Rosengarten, den Stadtgarten, den Stadtwald und andere, teils öffentliche, teils private Gründflächen bis an die nördliche Stadtgrenze von Neuss erstreckt. In Kaarst setzt sich der grüne Streifen mit dem Kaarster See fort und zieht sich über den Vorster Wald und das Naturschutzgebiet Pferdsbroich bis zur östlichen Niersaue.
Das Jröne Meerke ist, im Verbund mit angrenzenden Naturgebieten, ein wichtiges Neusser Naherholungsgebiet. Die Erholungsanlage ist beliebt bei Joggern, Spaziergängern, als Ruheplatz und für andere Freizeitaktivitäten. Es gibt einen kleinen Strand am See, eine Liegewiese, einen Spielplatz, einen Grillplatz und andere Einrichtungen.

## Gänsepopulation
Bekannt ist der See durch die große Gänsepopulation, die sich seit 2012 zur Plage entwickelt hat. Die Zahl der ansässigen Gänse hat sich zwischen 2009 und 2012 von ursprünglich etwa 80 mehr als verdoppelt. Am See finden sich Schnee-, Grau-, Kanada- und Blässgänse sowie andere Gänsearten. Dazu kommen Schwäne sowie weitere Enten- und Wasservögel. Während des Vogelzuges rasten zusätzlich mehr als 200 Wildgänse am Jröne Meerke. 
Die Schneegans-Population mit rund 120 Gänsen ist die einzige in Westeuropa und stammt von entflogenen Zuchttieren ab.
Durch den massenhaften Kot der Vögel entstehen hygienische Probleme. Der Kot könnte eine übermäßige Eutrophierung des Wassers und dadurch eine Algenpest verursachen. Keime, wie Salmonellen und Kolibakterien, können auf Besucher des Parks übertragen werden. Ein Kinderspielplatz wurde wegen der Infektionsgefahr gesperrt. Im Laufe des Jahres 2015 war vorgesehen, durch ein Maßnahmenpaket die Wasserqualität zu verbessern und die Gänsepopulation zu reduzieren.

## Bilder

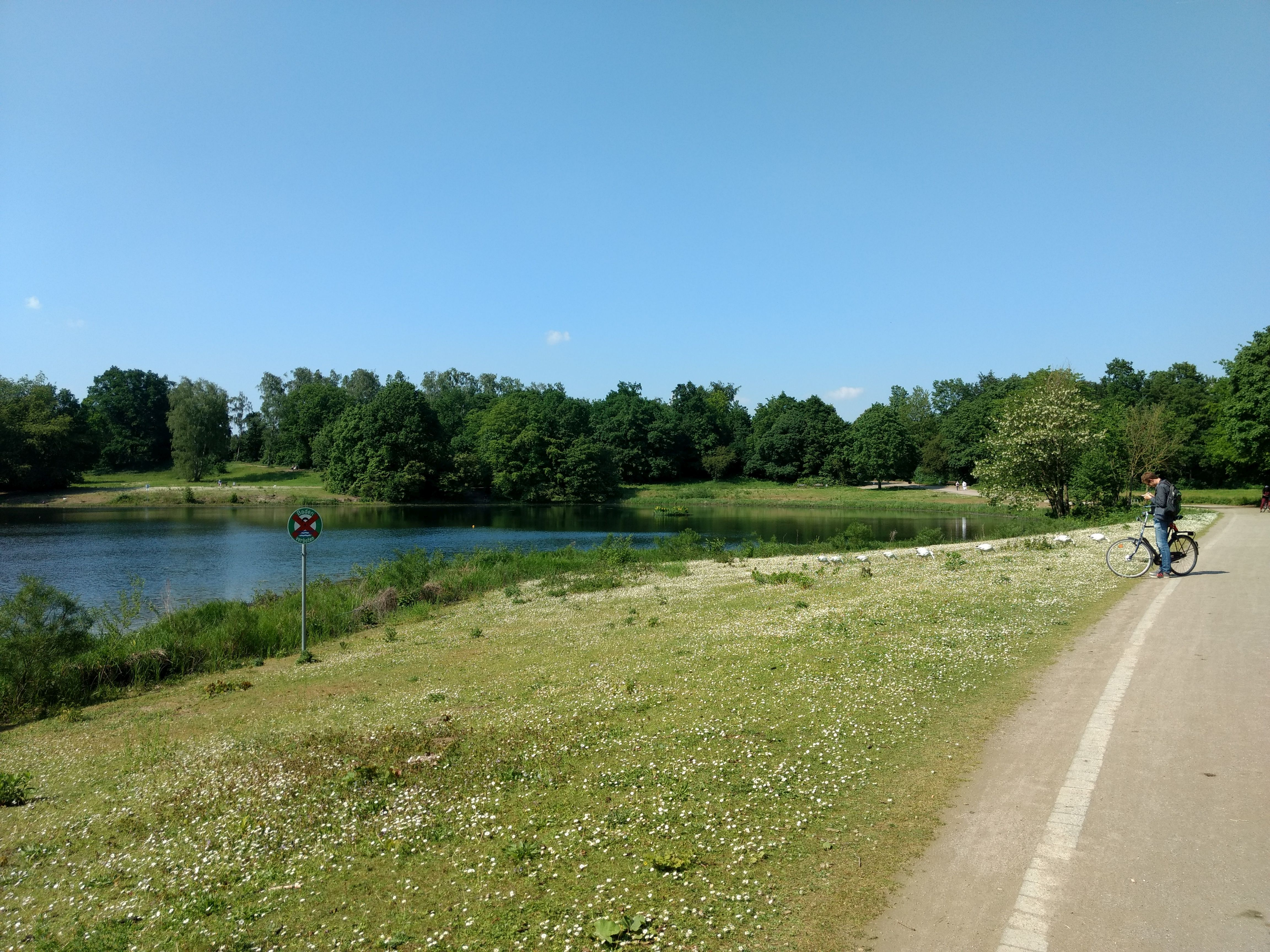
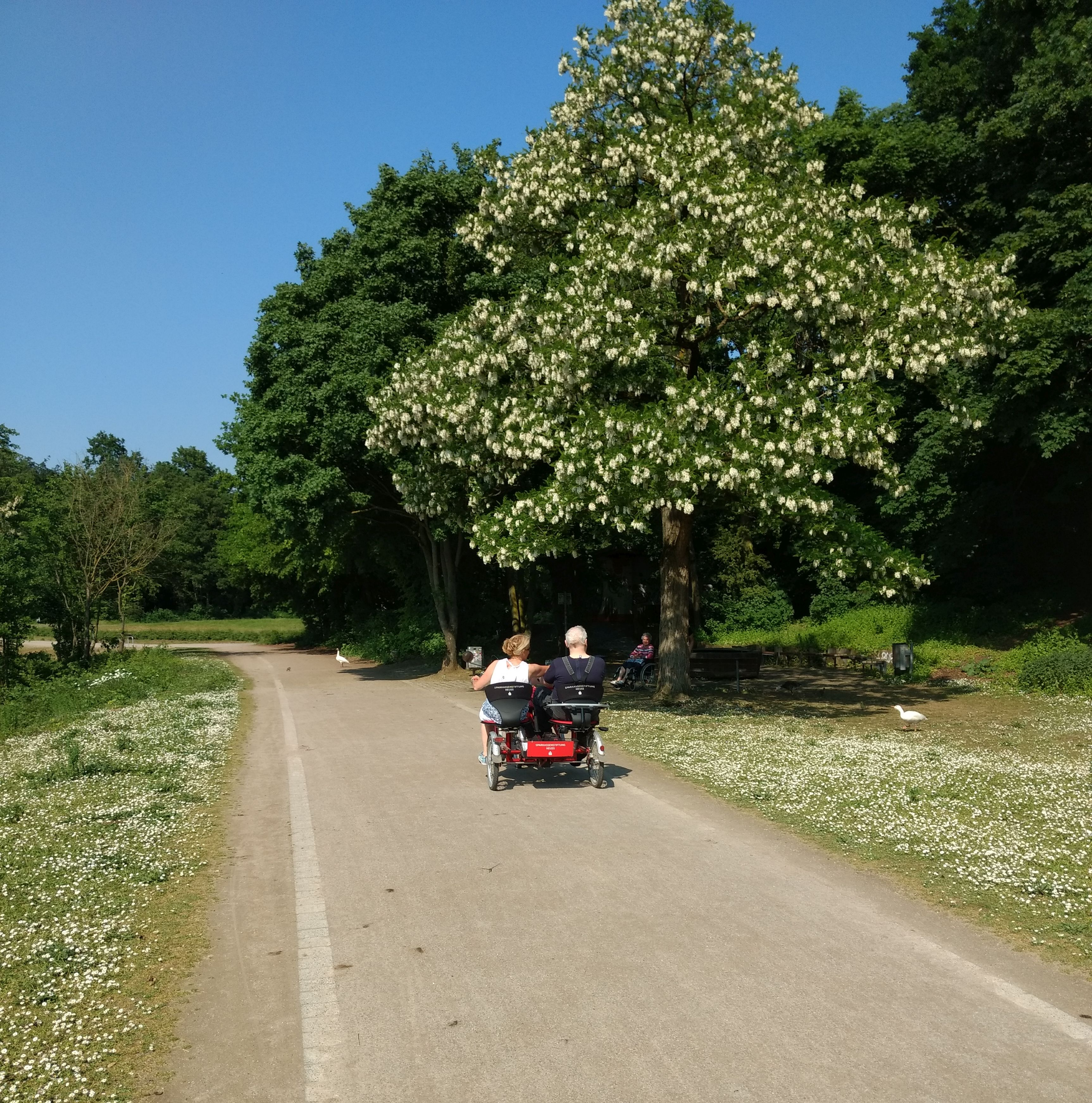
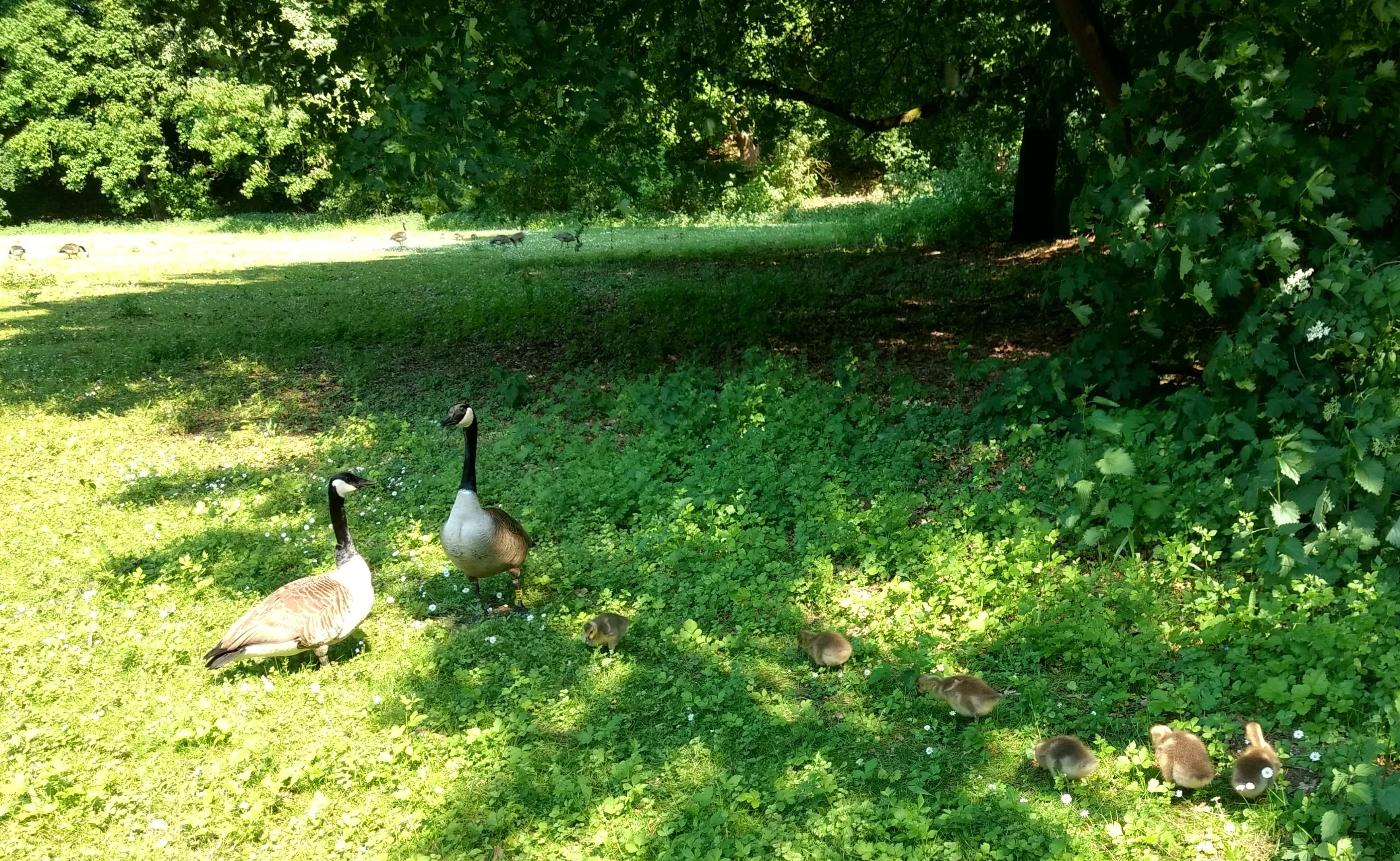
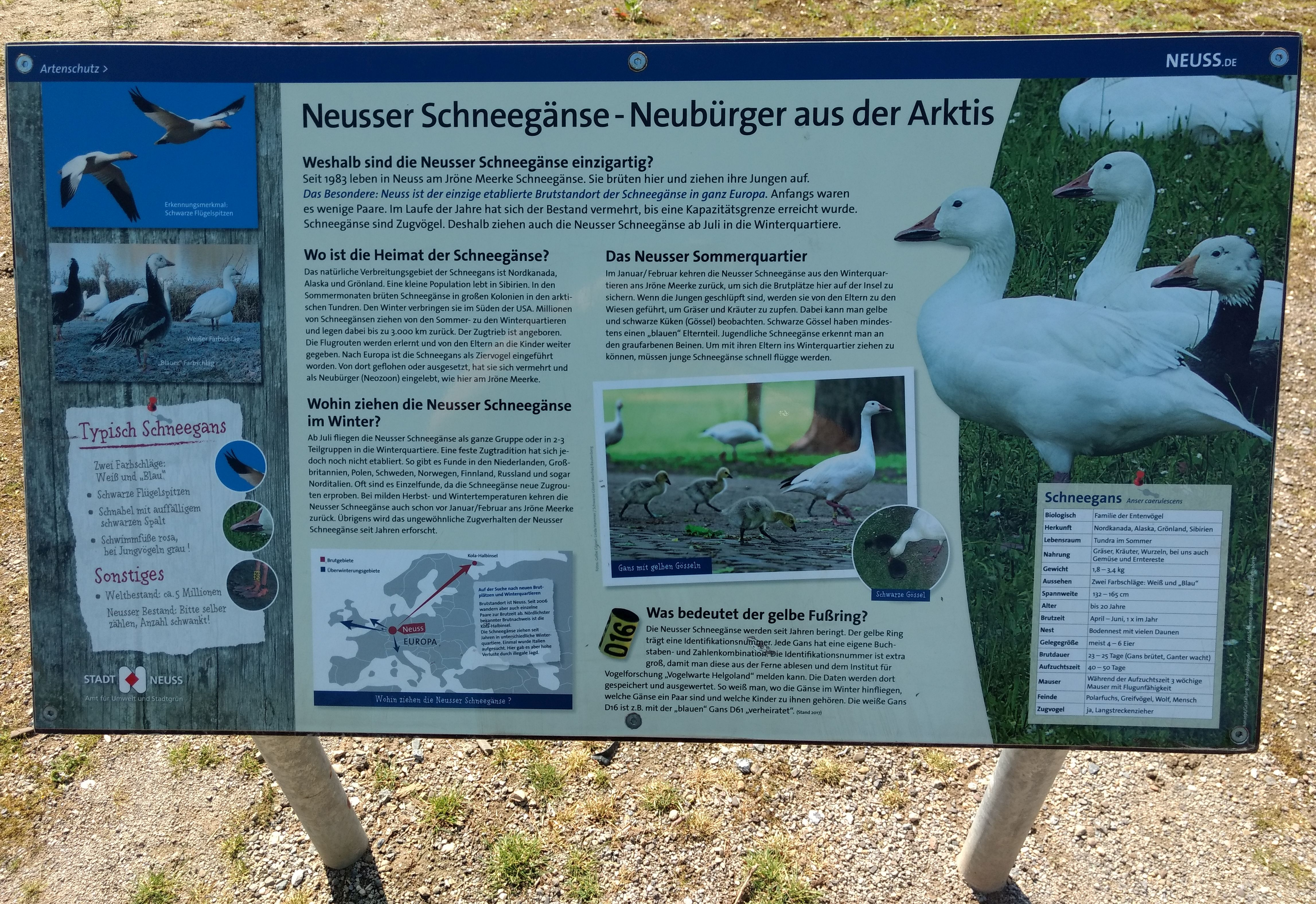
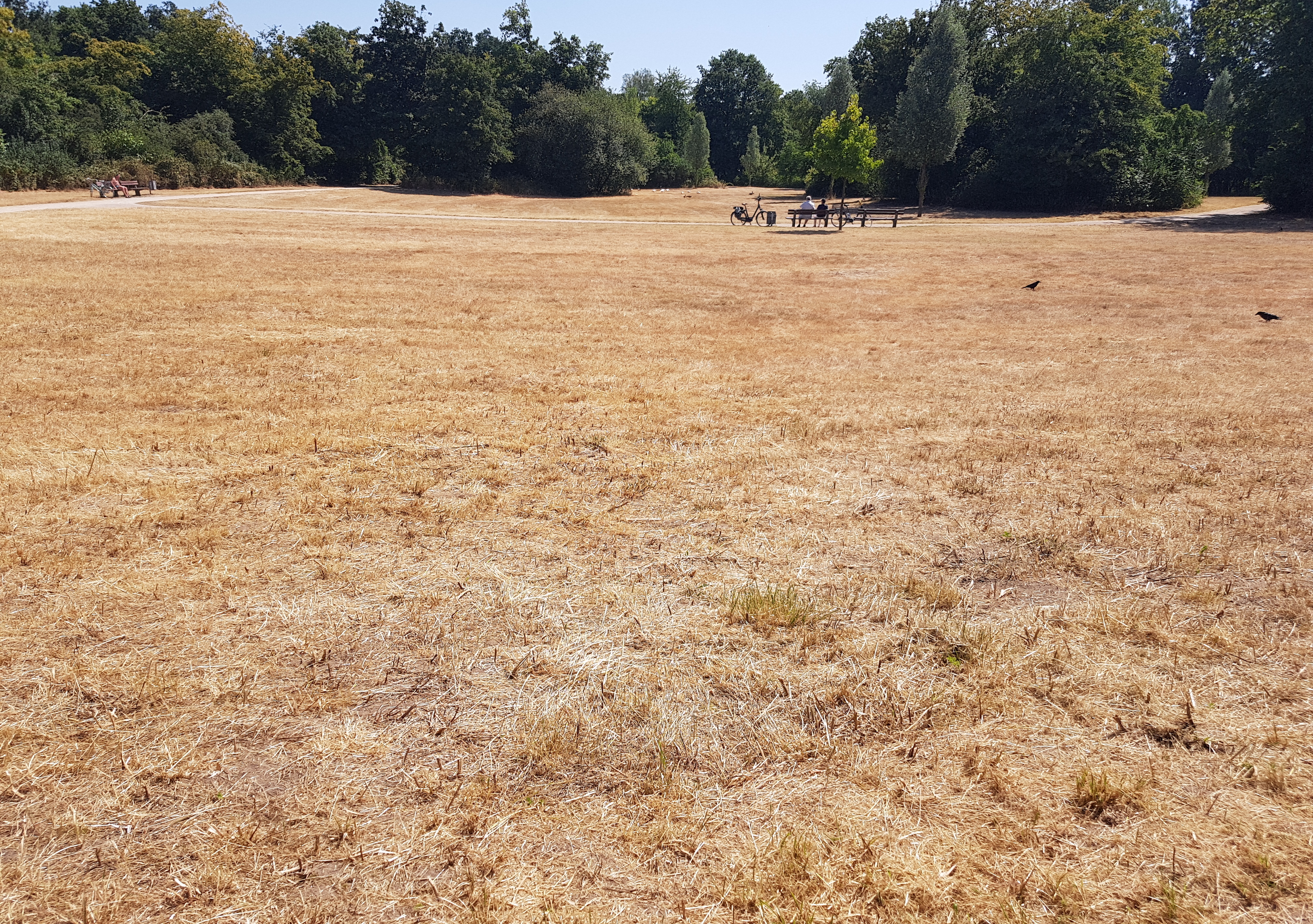
Dürre 2018
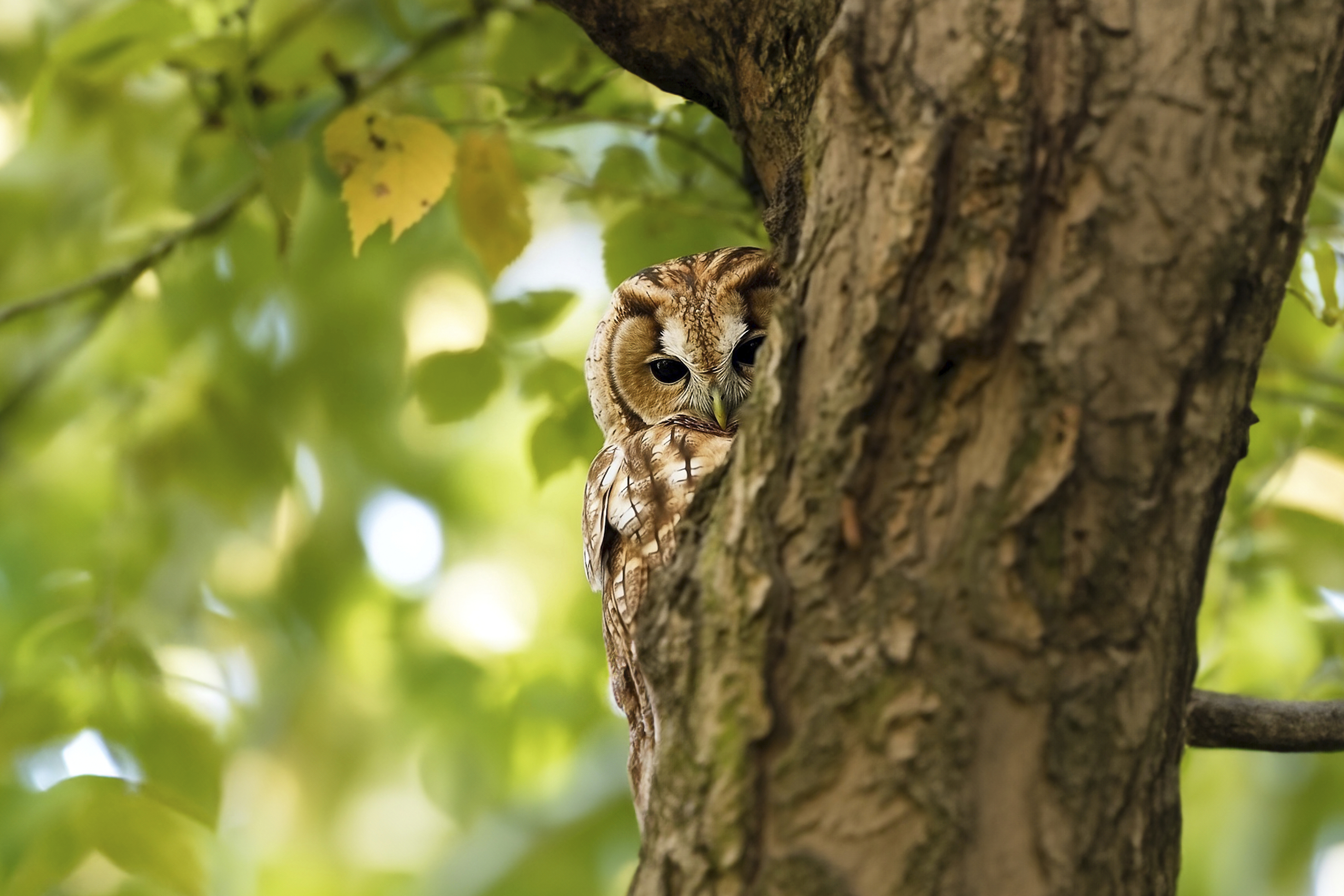
Waldkauz nahe des Jröne Meerke